# Słoweńscy posłowie do Parlamentu Europejskiego 2004–2009
Słoweńscy posłowie VI kadencji do Parlamentu Europejskiego zostali wybrani w wyborach przeprowadzonych 13 czerwca 2004.

## Lista posłów
Wybrani z listy Słoweńskiej Partii Demokratycznej
- Mihael Brejc
- Romana Jordan Cizelj

Wybrani z listy Liberalnej Demokracji Słowenii
- Mojca Drčar Murko
- Jelko Kacin

Wybrani z listy Nowej Słowenii
- Ljudmila Novak
- Lojze Peterle

Wybrany z listy Socjaldemokratów
- Aurelio Juri, poseł do PE od 7 listopada 2008

Byli posłowie VI kadencji do PE
- Borut Pahor (wybrany z listy SD), do 14 października 2008, zrzeczenie